# Evangelische Kirche Hamminkeln

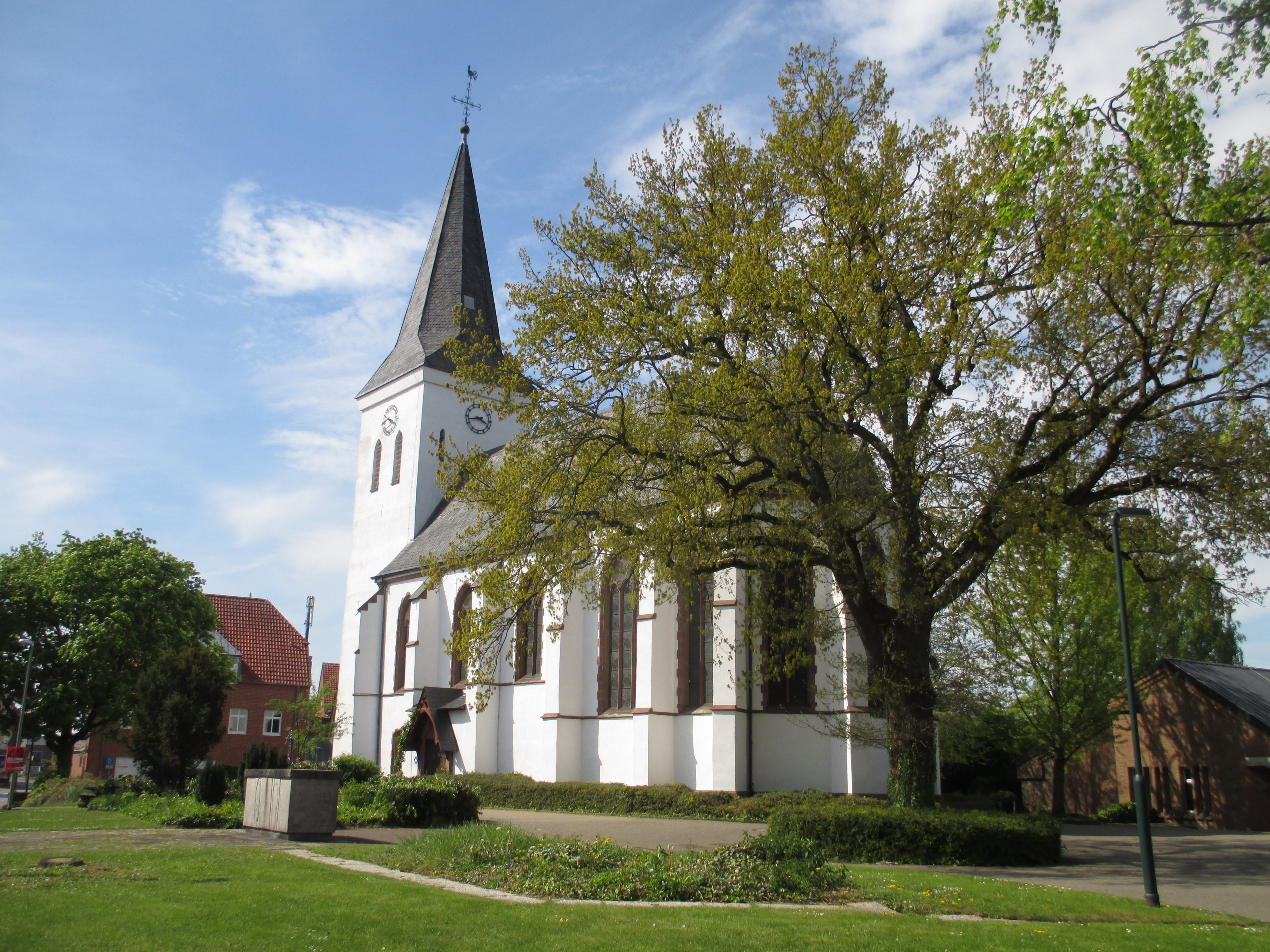
Evangelische Kirche Hamminkeln

Die Evangelische Kirche Hamminkeln, auch Weiße Kirche, ist eine evangelische Kirche im Stil der Spätgotik im Ortsteil Hamminkeln der Stadt Hamminkeln. Sie gehört zur Kirchengemeinde an der Issel im Kirchenkreis Wesel der Evangelischen Kirche im Rheinland.

## Geschichte
Eine Pfarrkirche von Hamminkeln wurde bereits in den Jahren 1154 und 1172 als Besitz des Stifts Xanten erwähnt. Ihre Entstehung reicht aber bis ins 10. Jahrhundert zurück. Die ältesten Teile der Kirche sind aus Tuffstein und im romanischen, dann im gotischen Stil gebaut. In den ältesten Teilen wurden auch römische Ziegel verbaut, die aus einer Feldbrandziegelei der römischen Legion am Rhein stammen. Es wurde ein Ziegelstein mit der Prägung der Legio XXII Primigenia gefunden. Die bis heute die Ortsmitte Hamminkelns markierende gotische Hallenkirche wurde zu Anfang des 15. Jahrhunderts errichtet. Vor der Reformation entstand in ihr um 1450 ein Christophorus-Fresko. Das Pfarrarchiv beginnt mit Urkunden aus dem Jahr 1522. Zwischen 1609 und 1624 wurde die Kirche sowohl von Lutheranern als auch von Reformierten genutzt.

## Baubeschreibung
Die Kirche ist ein schlichter zweischiffiger Tuffbau von 22,8 Meter Länge und 7 Meter Breite. Von ihrem weißen Außenputz sind die Naturstein-Gewände der Spitzbogen-Fenster und Eingänge ausgenommen. Ein Westturm mit oktogonal zulaufendem, verschiefertem Pyramidenhelm verfügt auf Höhe der Glockenstube im Obergeschoss über spitzbogige Schallluken und über Kirchenuhren. Die Kirchenschiffe sind ebenfalls schiefergedeckt. Das Hauptschiff trennen zwei achtseitige Pfeiler mit einfacher Basis vom nördlichen Seitenschiff. Die Gewölberippen des Hauptschiffes ruhen auf polygonalen Konsolen, je mit einem Kopf darunter. Im Chor ruhen die Rippen auf skulpturierten Blattkapitellen.